# Helmut Schwinghammer
Helmut Schwinghammer (* 21. Januar 1940 in München; † 22. Januar 2011) war ein deutscher Jurist.

## Werdegang
Schwinghammer legte im Mai 1966 an der Juristischen Fakultät der Universität München seine Promotionsschrift vor. Er trat 1969 als Referent in den Dienst des Bayerischen Städtetages. 1979 wurde er stellvertretender Geschäftsführer und führte von 1988 bis zu seinem Eintritt in den Ruhestand 2005 die Geschäfte des Verbandes.

## Ehrungen
- 2002: Verdienstkreuz 1. Klasse der Bundesrepublik Deutschland

## Schriften
- Die Rechtsfigur der Actio libera in causa und ihr Anwendungsbereich über den Rahmen des § 51 StGB hinaus. – München, Jur. F., Diss. v. 28. Mai 1966